# Portia
Portia är en inre måne till Uranus. Den upptäcktes via bilder tagna av Voyager 2 den 3 januari 1986 och fick då den tillfälliga beteckningen S/1986 U 1. Månen är uppkallad efter Portia, hjältinnan i William Shakespeares pjäs Köpmannen i Venedig. Den är också betecknad Uranus XII.
Portia är den näst största inre månen till Uranus, efter Puck. Portias bana, som ligger inne i Uranus synkrona omloppsradie, är långsamt förfallande på grund av tidvattenacceleration. Månen kommer en dag antingen att upplösas till en planetarisk ring eller träffa Uranus.
Månen ligger vid övre änden av en grupp månar som kallas Portiagruppen, vilken inkluderar Bianca, Cressida, Desdemona, Juliet, Rosalind, Cupid, Belinda och Perdita. Dessa månar har liknande banor och fotometriska egenskaper.
Få saker är kända om Portia utöver dess storlek på cirka 140 km, bana och geometriska albedo på cirka 0,08.
På Voyager 2:s bilder ser Portia ut som ett långsträckt föremål, och bilderna antyder att Portias storaxel pekar mot Uranus. Förhållandet mellan axlarna i Portias utbredda sfäroid är 0,8 ± 0,1. Dess yta är gråfärgad. Observationer med rymdteleskopet Hubble och stora landteleskop detekterade vattenisabsorptiva särdrag i Portias spektrum.